# Villeneuve (Puy-de-Dôme)
Villeneuve település Franciaországban, Puy-de-Dôme megyében. Lakosainak száma 139 fő (2022. január 1.). Villeneuve Boudes, Chalus, Mareugheol és Saint-Hérent községekkel határos.

## Népesség
A település népessége az elmúlt években az alábbi módon változott:
| Lakosok száma | 163  | 162  | 161  | 161  | 156  | 151  | 146  | 142  | 139  |
|               | 2013 | 2015 | 2016 | 2017 | 2018 | 2019 | 2020 | 2021 | 2022 |